# White Springs
White Springs é uma vila localizada no estado americano da Flórida, no condado de Hamilton. Foi incorporada em 1885.

## Geografia
De acordo com o United States Census Bureau, a vila tem uma área de 4,8 km², onde todos os 4,8 km² estão cobertos por terra.

### Localidades na vizinhança
O diagrama seguinte representa as localidades num raio de 40 km ao redor de White Springs.

## Demografia
Segundo o censo nacional de 2010, a sua população é de 777 habitantes e sua densidade populacional é de 163 hab/km². É a localidade menos populosa do condado de Hamilton, bem como a que, em 10 anos, teve a maior redução populacional do condado. Possui 417 residências, que resulta em uma densidade de 87,5 residências/km².